# Coprosma pyrifolia
Coprosma pyrifolia là một loài thực vật có hoa trong họ Thiến thảo. Loài này được (Hook. & Arn.) Skottsb. mô tả khoa học đầu tiên năm 1922.